# Ларцевы Поляны (деревня)
Ла́рцевы Поля́ны — упразднённая в 1932 году деревня, включенная в черту рабочего посёлка Щурово.

## География
Находилась на правом берегу реки Оки.

## История
Первые упоминания в письменных источниках относятся к концу XVI века.
20 октября 1932 года Ларцевы Поляны были включены в черту рабочего посёлка (с 1947 года — города) Щурово.

## Инфраструктура
До прихода советской власти в деревне действовали:
- двухклассное училище, открытое стараниями директора Щуровского цементного завода Э. Ф. Рингеля[4],
- известковый завод Максимова[5],
- общество потребителей[6],
- православная часовня[7].

## Население
В 1913 г. в деревне было 117 дворов, в которых проживало 445 мужчин и 446 женщин.

## Топонимия
Ойконим дал название трем топонимам современной Коломны.
1. Поляны — исторический район Коломны и Щурово.
2 и 3. Улица и бывший военный городок Ларцевы Поляны. Г. Н. Анпилогов писал, что название военного городка Ларцевы Поляны происходит от одноимённой деревни, по соседству с которой в 1927 года начал действовать Ружейный полигон, перебазированный из-под Ленинграда. Со временем перешел на противоположный берег реки Оки, оружейный полигон со всеми административно-хозяйственными подразделениями представлял собой небольшой гарнизон в лесу .